# سیارک ۱۷۸۲۴۳
سیارک ۱۷۸۲۴۳ (به انگلیسی: 178243 Schaerding، نامگذاری:2006YH13) صد و هفتاد و هشت هزار و دویست و چهل و سومین سیارک کشف شده‌است که در ۲۲ دسامبر ۲۰۰۶ کشف شد.